# Православна Охридська архієпископія
Правосла́вна О́хридська архієпископі́я (ПОА; сербохорват. та мак. Православна охридска архиепископија, Pravoslavna ohridska arhiepiskopija) — автономне східно-православне архієпископство в складі Православної церкви Сербії з юрисдикцією на території  Республіки Північна Македонія.
Державною комісією з питань релігії Македонії відмовлено у реєстрації Православного Охридського архієпископства на тій підставі, що для кожної конфесії може бути зареєстрована одна група і що назва не була достатньо відмінною від назви Македонської православної церкви — Охридської архієпископії (МПЦ-ОА). 
Архієпископія до 2022 року мала претензії на спадок від Охридського архієпископства Юстиніана Прима і всієї Болгарії (болг. Охридска Архиепископиия на Юстинияна първа и цяла България, грец. Αρχιεπίσκοπος της πρωτης 'Ιουστινιανης και πάσης Βουλγαριας), заснованого в 1019 році, Безіла II. 
24 травня 2022 року патріарх Сербської Православної Церкви повідомив що «приймає автокефалію» Македонської православної церкви — Охридської архієпископії.

## Автономія

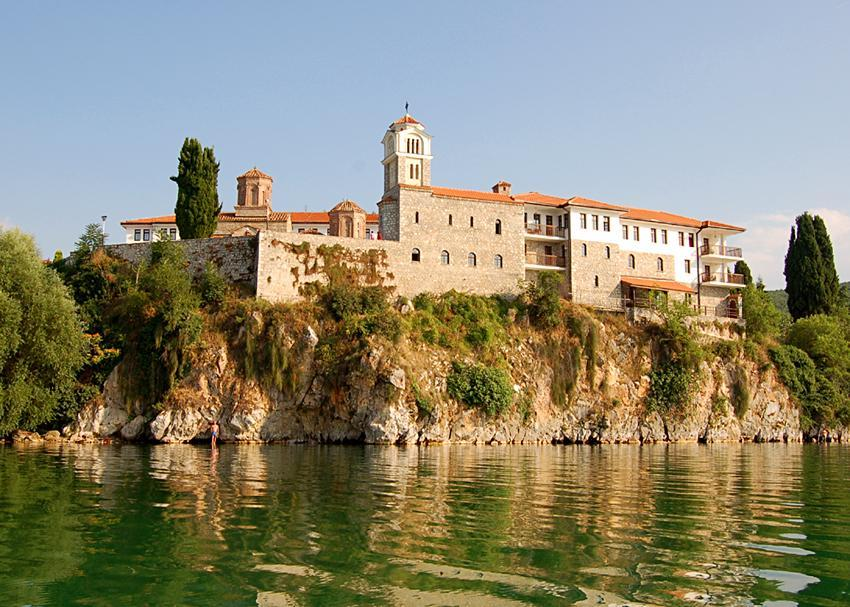
Монастир Святого Наума

Намагаючись відновити свій канонічний статус і отримати визнання з боку православних церков, Македонська православна церква вела переговори із Сербською православною церквою, і ці переговори призвели до остаточної угоди, підписаної в Ніші в червні 2002 року, так званої Нішської угоди. Угоду підписали всі єпископи обох делегацій. Однак єпископи делегацій Македонської православної церкви зазнали жорсткої критики за підписання цієї угоди, і хоча вони намагалися її захистити протягом короткого часу  Синод МПЦ відхилив угоду.
Потім Сербський Патріарх скликав усіх єпископів, духовенство, чернецтво та вірних людей для вступу в літургійну та канонічну єдність із Сербською православною церквою. Йован Vraniskovski, митрополит з Велеса і Povardarie, і всі священики Велесової погодилися відповісти на цей виклик, і все підписали документ про угоду. 
23 вересня 2002 р. Митр. Йован був призначений екзархом усіх територій Охридської архієпархії Асамблеєю Сербської православної церкви. 25 грудня 2003 року він був обраний Головою Священного Архієрейського Синоду Православної Охридської архієпископії після її конституювання.
24 травня 2005 р. Сербський патріарх затвердив його архієпископом Охридом та митрополитом Скоп'є відповідно до Нішської угоди. Того ж дня було оголошено Патріарший та Асамблейський Томос про автономію Охридської архієпископії, а архієпископ Йован був головою Священного Архієрейського Синоду.
24 травня 2022 року патріарх Сербської Православної Церкви повідомим що «приймає автокефалію» Охридської Архієпископії. «Священний Собор Сербської ПЦ одноголосно відгукнувся на прохання Македонської Православної Церкви — Охридської Архієпископії, затверджує та приймає автокефалію», сказав Патріарх Порфирій у своїй промові в Скоп'є. Він додав, що Священний Собор Сербської Православної Церкви доручив Синоду у співпраці з архієпископом Охридським Стефаном та його Синодом опрацювати технічні та організаційні деталі. «Тоді всі помісні православні церкви будуть повідомлені в їх канонічному порядку і приймуть автокефальний статус МПЦ-ОА», – додав патріарх Порфирій.
20 червня 2023 року чотири колишні архієреї ПЦ Сербії очолили нові єпархії у складі ОА.

## Структура

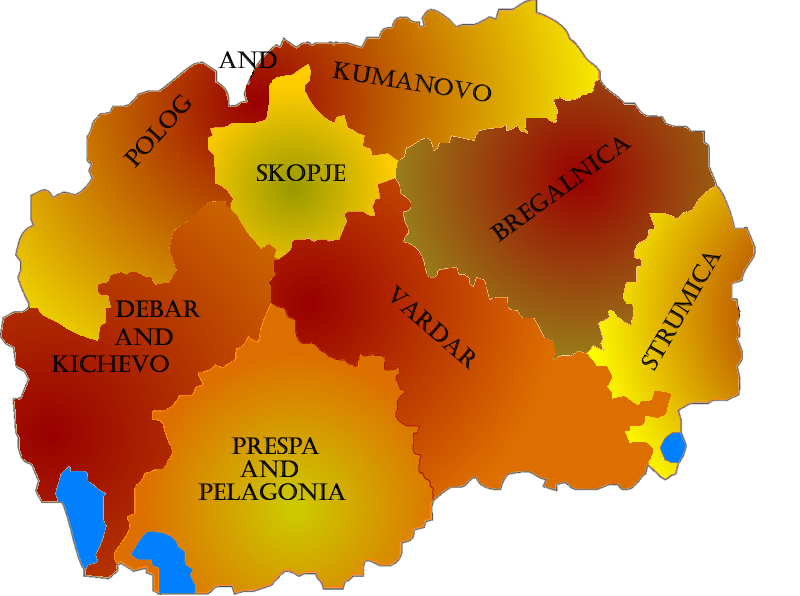
Карта семи єпархій ООА в Північній Македонії

Станом на 2005 рік Православну Охридську архієпископію очолює архієпископ Охридський Йоан VI. Він очолює Священний Архієрейський Синод Православної Охридської архієпископії, що складається з архієпископа та 3 єпископів.
Єпархії на території Північної Македонії:
1. Скопська митрополія, архієпархія, яку очолює архієпископ Охридський Йоан VI;
2. Преспанська та Пелагонійська єпархія, вакантна;
3. Брегальницька єпархія на чолі з єпископом Марко;
4. Дебарська та Кічівська єпархія, вакантна;
5. Полозька та Куманівська єпархія на чолі з єпископом Йоакимом;
6. Велеська і Повардарська єпархія (Вардар), вакантна;
7. Єпархія Струмиці, вакантний;

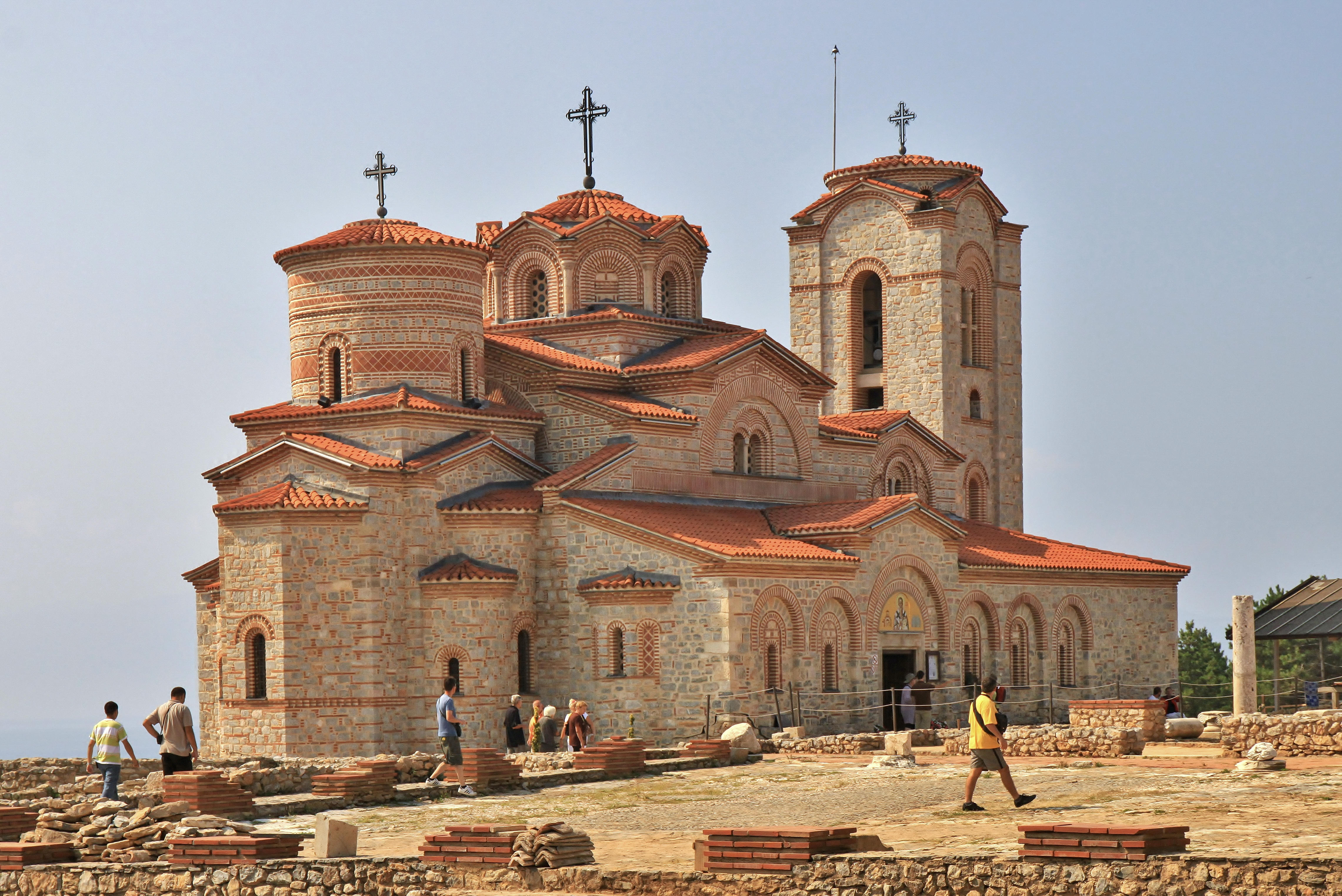
Церква святого Климента

Священний Синод єпископів був створений 23 грудня 2003 року в монастирі святого Івана Золотоустого. Членами Синоду є:
- Архієпископ Охридський Йован (Вранишовський) і митрополит Скопський ; locum tenens Велеса та Повардарії.
- Єпископ Полозький і Кумановський Йоаким (Йовчевський); locum tenens Дебару та Кічево .
- Єпископ Брегальницький Марко (Кімев); locum tenens Преспа та Пелагонії .
- Вікарний єпископ Давид (Нінов) із Стобі ; locum tenens Струмиці.

Архієпископство використовує церковнослов’янську мову.

## Переслідування

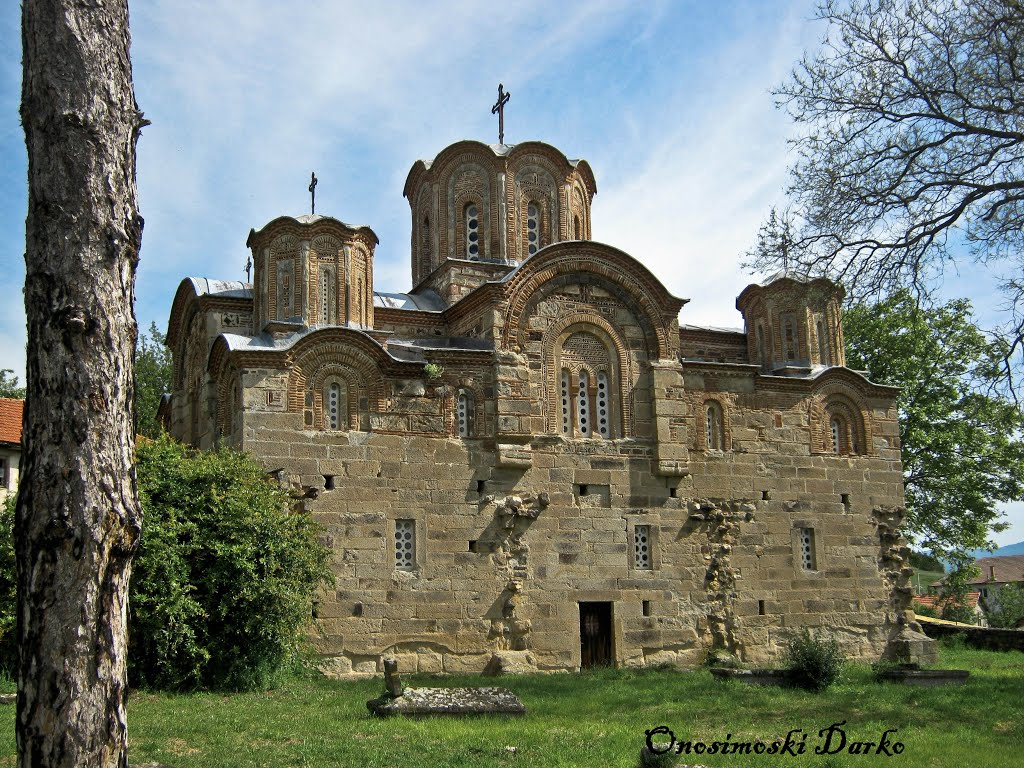
Монастир Святого Георгія

Після вступу в канонічну та церковну єдність із Сербською православною церквою, а отже, і з цілою громадою православних церков, архієпископ Йован був висланий поліцією без рішення суду з його резиденції та собору у Велесі 7 липня 2002 року. Так само незаконно та без рішення суду ченці чотирьох монастирів були вислані зі своїх монастирів, тобто домівок, у січні 2004 р. Одразу після вступу до Православної Охридської архієпископії.   П'ятий монастир, святитель Іоанн Златоуст у селі Ніжеполе поблизу Бітоли, був увірваний озброєними та замаскованими людьми, які, не знайшовши архієпископа Йоана, якого переслідували, переслідували та погрожували монахиням з автоматів, стригли волосся та влаштовували монастир у вогні, у лютому 2004 р.  
Православна Охридська архієпископська будівля проводила рейди поліції.   Церква в монастирі Святого Іоанна Златоуста була зруйнована державною владою 15 жовтня 2004 р.  Каплиця Святого Нектарія Егінського, після того, як її кілька разів розбивали та зневажували, в кінці була повністю зруйнована 12 липня 2005 року. Священик, який служив у тій каплиці, о. Борджан Вітанов, був збитий двічі.  Повідомлялося про додаткові скарги на переслідування. 

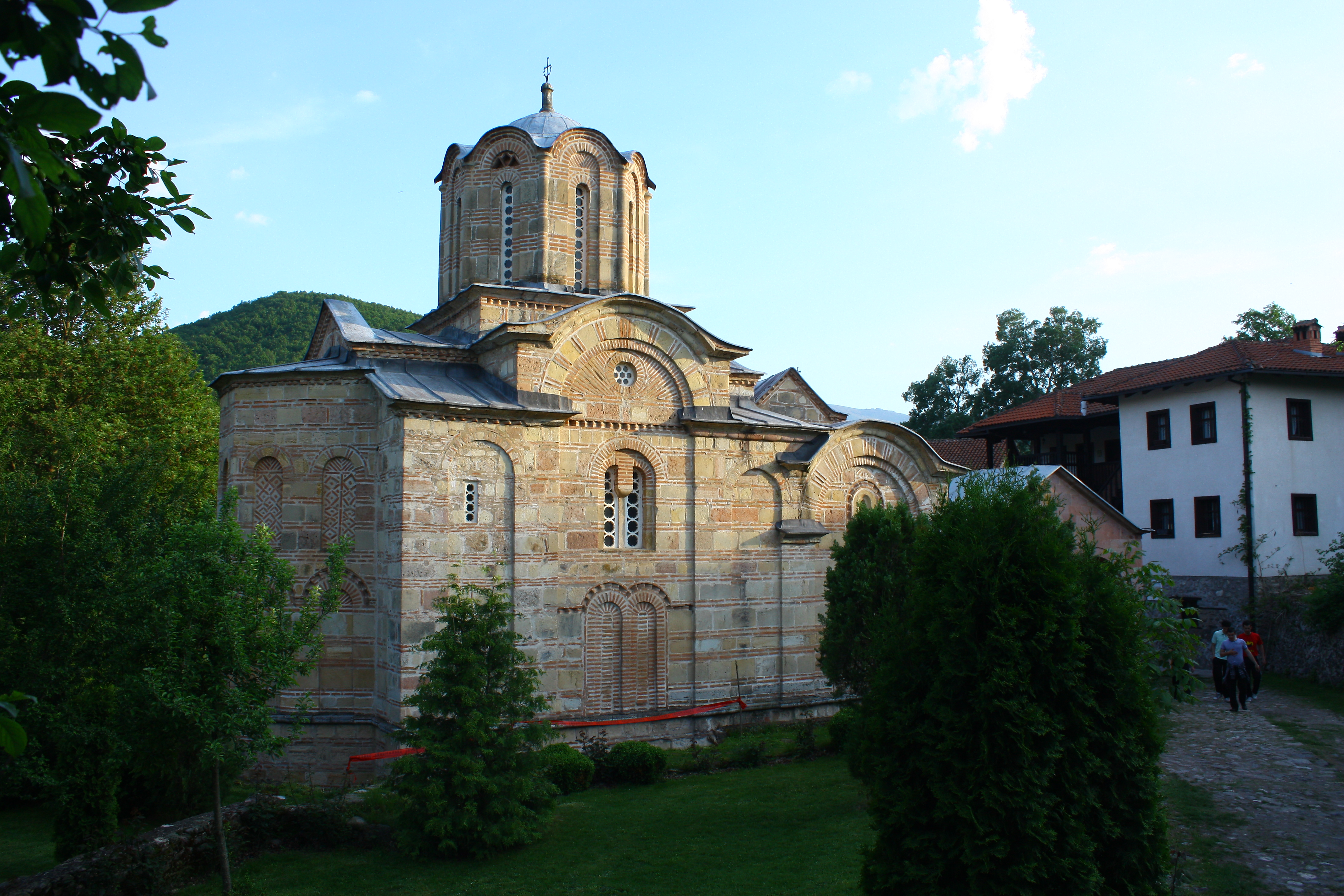
Монастир Святого Марка

У червні 2005 року архієпископ Йован був засуджений до 18 місяців тюрми за підбурювання до етнічної, расової та релігійної ворожнечі, розбрату та нетерпимості . У вироку зазначалося, що засудження спиралося на ці три пункти: 
1. він написав текст у релігійному календарі, в якому наклепує Македонську православну церкву
2. він погодився бути призначеним екзархом Охридського архієпископства в Македонії та брав участь в хіротонії єпископів Йоакима (Йовчевського) та Марко (Кімева) та
3. він відправляв богослужіння у квартирі, що належала його батькам.

Він відбув 220 днів у в'язниці до того, як Верховний суд визнав два останні з трьох пунктів неконституційними, а термін його покарання був скорочений до 8 місяців.  Архієпископ Йован був засуджений вдруге за звинуваченням у розтраті, а як другий обвинувачений був засуджений до вищого тюремного терміну на 2 роки, ніж перший обвинувачений (який був засуджений на 1 рік і 3 місяці) у 2006 році. Він вислужив 256 днів до звільнення. 

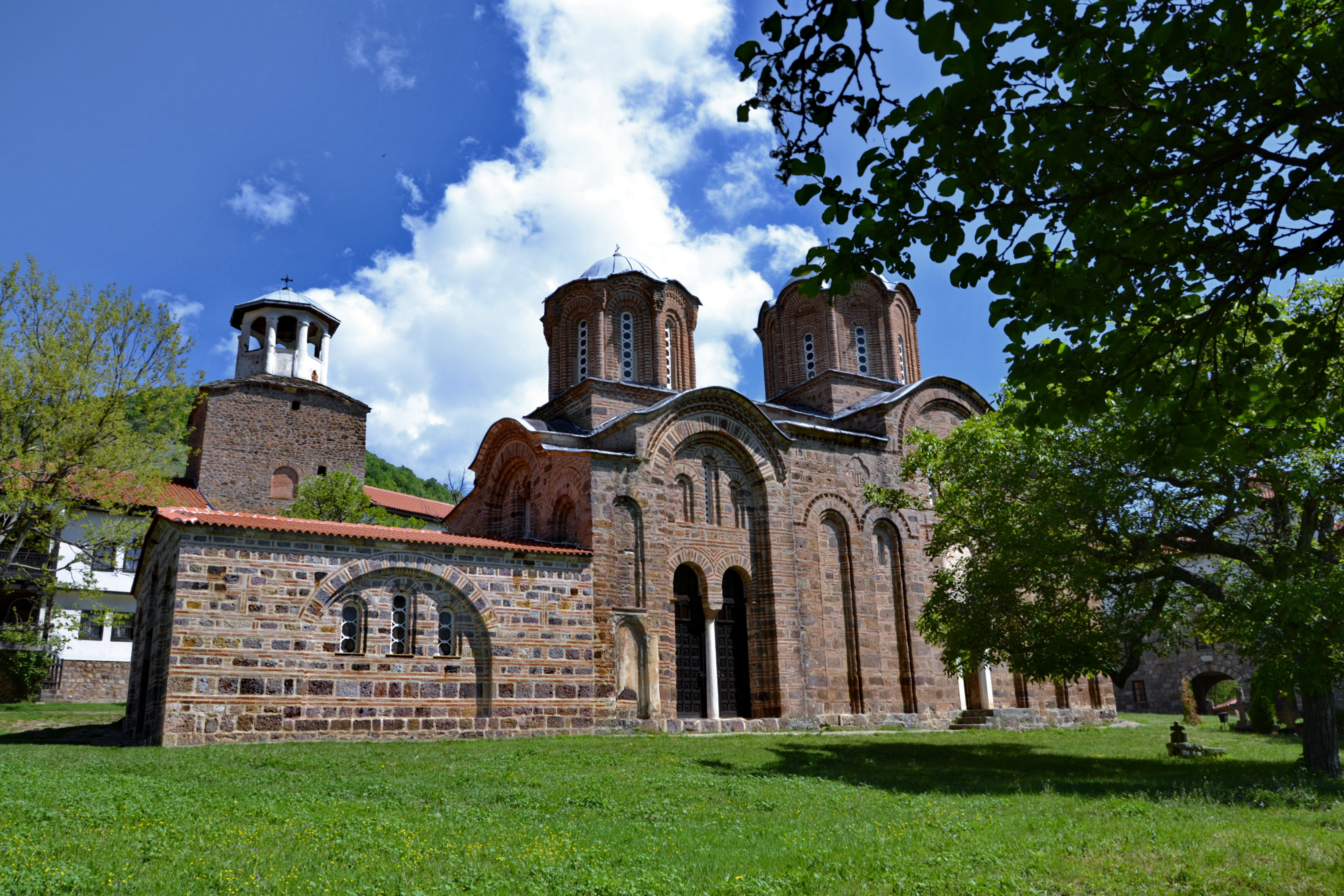
Лесновський монастир

### Міжнародні реакції
- Державний департамент США постійно включає у свій "Звіт про свободу віросповідання" та "Звіт про права людини" інформацію щодо обмеження релігійних свобод членів Православної Охридської архієпископії, існування релігійних в'язнів, порушення свободи пересування, міліції терор та знесення монастиря, недопущення ОБСЄ отримати копію рішення, за яким здійснювалося знесення, допити в міліції членів Ортодської Охридської архієпископії тощо, [22] [23] [24] [25] [26]
- Місія США при ОБСЄ попереджала про порушення свободи віросповідання та закликала владу чесно застосовувати закон, рекомендуючи уряду уникати участі у релігійних суперечках, нагадуючи, що стаття дев'ята Європейської конвенції з прав людини та стаття 19 Македонської Конституція, а також зобов'язання Македонії щодо ОБСЄ та міжнародні норми гарантують його право на свободу віросповідання. [27]
- Європейська комісія зазначила, що існують випадки порушення релігійної свободи, та підкреслила, що новий закон повинен передбачати більш ліберальну процедуру реєстрації релігійних громад . [28]
- Європейський суд з прав людини постановив, що відмова уряду зареєструвати Православне Охридське архієпископство є порушенням Європейської конвенції з прав людини . [29]
- Міжнародна амністія оголосила архієпископа Йована в'язнем совісті . [30]
- Freedom House повідомляв, що архієпископ Йован заарештований ... за його зв'язки з Сербською православною церквою . [31] У публікаціях Freedom House Македонія отримала тенденцію до зниження через ... збільшення кількості переслідувань лідерів різних релігійних груп . [32]
- Гельсінський комітет з прав людини постійно повідомляє про порушення релігійних свобод та прав людини членів Православної Охридської архієпископії: Порушення кількох основних прав стало результатом діяльності низки державних установ (особливо Міністерства Інтер'єр), спрямований не лише проти послідовників (ченців МПЦ, які підтримували Вранісковського), але і проти громадян, які схвалюють його або мають співчутливі настрої чи ставлення до них. Це можна проілюструвати наступним чином: проблеми при в’їзді та виїзді з держави, погрози, затримання в міліції, позови проти громадян, які надали житло монахам-ізгоям, заборона міліції у здійсненні права на проживання, [33] [34] [33] [34] [35] тощо
- Комісія з питань безпеки та співробітництва в Європі повідомила про ув'язнення архієпископа Йована, встановивши, що македонські чиновники, реагуючи на церковну суперечку щодо статусу Македонської православної церкви, надмірно відреагували і що 18-місячний термін ув'язнення є надмірним і невиправдано . Щодо випадку руйнування каплиці, у звіті зазначається, що уряд, принаймні, повинен проявляти більше стриманості та припиняти ці переслідування, а також сплачувати репарації за зруйновані будівлі. У звіті також висвітлюється правова база, що регулює свободу віросповідання, вважаючи її неоднозначною, а також зазначає, що оскільки релігійні групи повинні реєструватися, відсутність чіткого механізму може бути проблематичною. [36]
- Форум 18 повідомляє, що Новий закон про релігію продовжує дискримінацію [37]
- Вселенський патріарх Константинопольський Варфоломій I направив листа прем'єр-міністру Македонії з проханням негайно звільнити архієпископа Йоана. [38] [39]
- Патріарх Московський Алексій II направив листа президенту Македонії з вимогою негайно звільнити архієпископа Йоана. [40]
- Священний Синод Ієрархів Церкви Греції висловив рішучий протест проти визволення архієпископа Йована з в'язниці та поваги релігійної свободи в Республіці Македонія. [41]
- Священна громада Афону направила Архієпископу Йоану лист підтримки, підписаний усіма Представниками та ігуменами, які перебувають у спільному зібранні двадцяти святих монастирів Святої Гори Афон. [42]
- Постійна конференція канонічних православних єпископів в Америці засудила ув'язнення архієпископа Йована Македонією і попросила його звільнення.
- Митрополит Герман з православної церкви в Америці закликав звільнити архієпископа Охридського Йоана. [43]